# Idomeni
Idomeni ou Eidomene (em grego:  Ειδομένη, pronunciado [iðoˈmeni]) é uma pequena aldeia na Grécia, perto da fronteira com a República da Macedônia. A aldeia está localizada no município de Paeonia, unidade regional Kilkis da Macedônia Central.
A aldeia localiza-se a uma altitude de 65 metros, na periferia da colina Kouri. É próxima da margem oeste do rio Axios, perto da fronteira com a República da Macedônia. A aldeia é trespassada por uma estação de trem, que é a primeira estação ferroviária que alguém encontra ao entrar na Grécia pelo norte.

A população de Idomeni compõe-se de uma mistura de gregos macedônios com descendentes de refugiados da Trácia Oriental, após a troca de população entre a Grécia e a Turquia em 1923.

## Refugiados
Desde de 2014, os refugiados da Síria, mas também do Afeganistão, Paquistão e outros países do Oriente Médio, começaram a se dirigir para Idomeni, a fim de cruzar a fronteira da Grécia e assim entrar na República da Macedônia. Tanto esta quanto a Sérvia ao norte estão fora da Área Schengen, e é por isso que os refugiados preferem esse caminho para chegar a países como Alemanha e Suécia, para entrar novamente no espaço Schengen a partir de Sérvia; em caso de prisão, eles serão enviados de volta para a Croácia ou Hungria (mais perto de seus destinos de imigração desejados, especialmente no caso da Alemanha), e não para a  Grécia, que está bem mais ao sul.
Em 2015, a Macedônia decidiu pôr tropas militares em sua fronteira para impedir a entrada de refugiados, como a Sérvia já tinha feito. Assim, Idomeni tornou-se um vasto acampamento, onde muitos refugiados que adentram a Grécia passaram a se abrigar. O pico do número de refugiados que ficaram em Idomeni somava mais de 15 mil pessoas.
No dia 24 de maio de 2016, as autoridades gregas começaram a relocação de refugiados do acampamento de Idomeni para instalações de processamento, principalmente dentro e ao redor de Salonica.